# Mascota (símbolo)

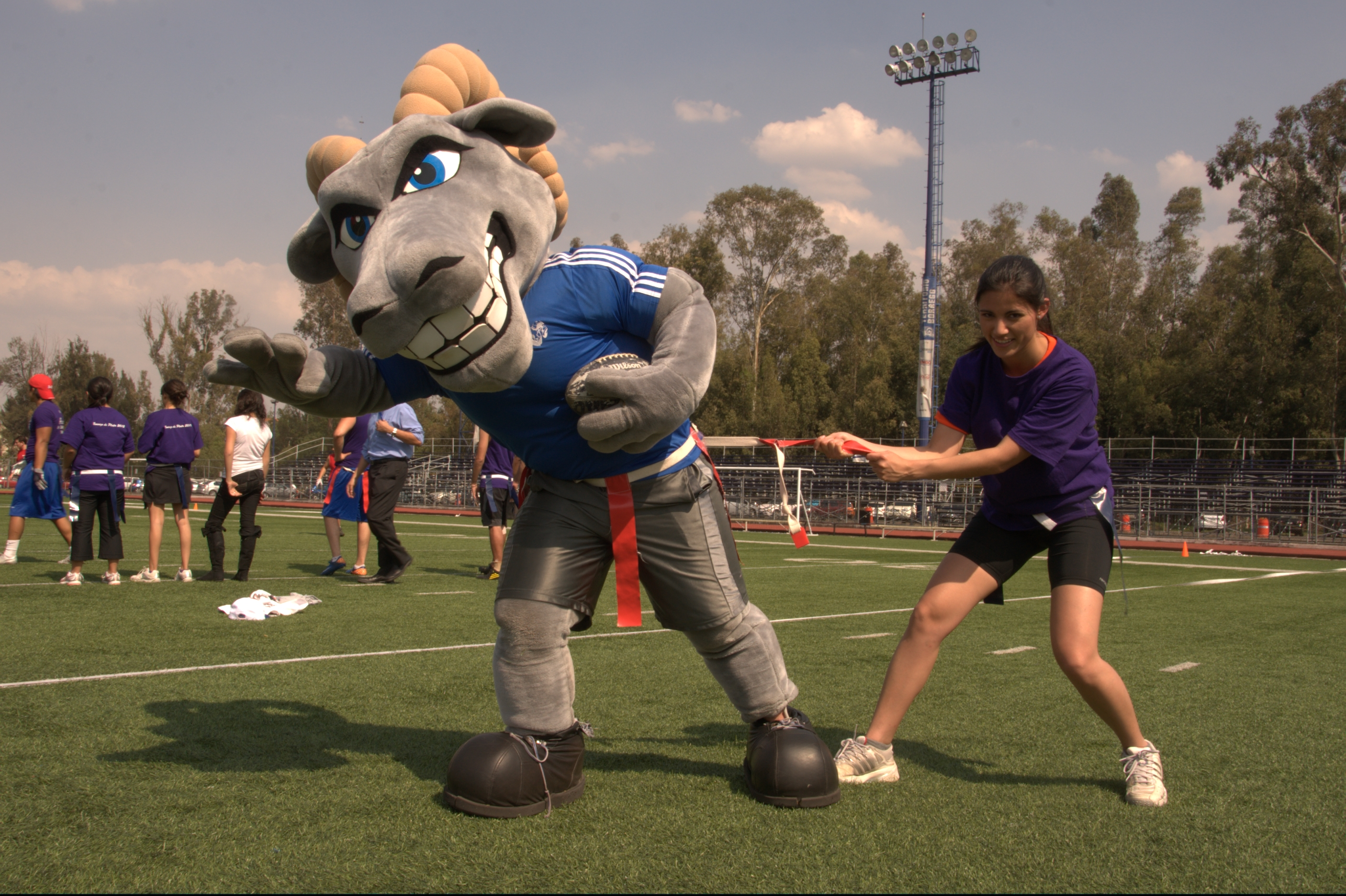
Mascota «Borrego Salvaje» y alumna del Instituto Tecnológico y de Estudios Superiores de Monterrey, Campus Ciudad de México.

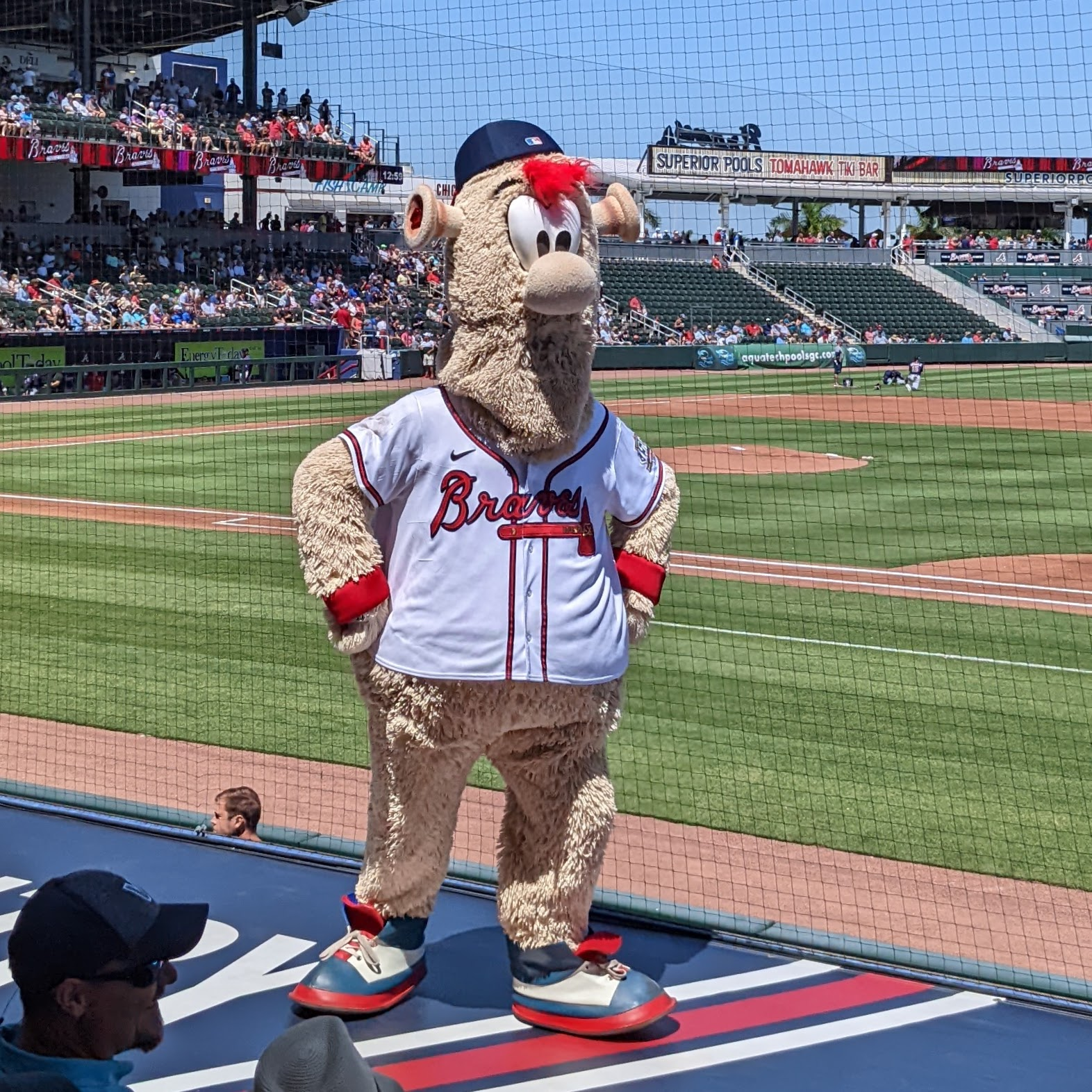
Mascota «Blooper» del equipo de beisbol Bravos de Atlanta.

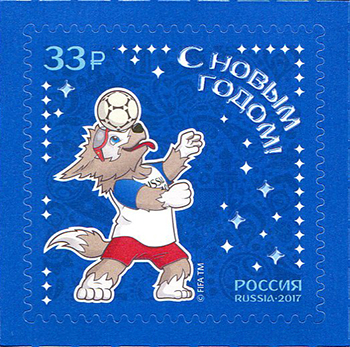
Zabivaka, mascota oficial del Mundial de Fútbol de Rusia 2018 para simpatía de los fanáticos de este deporte.

Una mascota es un animal, persona u objeto animado que es escogido como representante visual, identificador o símbolo para representar a un grupo de personas, una institución, una empresa, una marca o un evento.
Para hacer de mascota, se acostumbra a utilizar la imagen cercanamente transformada de una persona, animal u objeto que tiene una relación, a veces bastante remota, con el grupo o el acontecimiento que representa.
La palabra es de origen reciente y proviene del provenzal mascoto, que quiere decir sortilegio. Se popularizó cuando el compositor francés Edmond Audran compuso la opereta La Mascotte, estrenada en París el 30 de diciembre de 1880, que estuvo más de un año en cartel ininterrumpidamente debido al gran éxito que obtuvo.

## Mascotas de eventos deportivos

### Juegos Olímpicos de Verano
| Evento           | Nombre             | Figura                                                             | Creador(es)                                                      | Fecha de Nacimiento (Edad)                          |
| ---------------- | ------------------ | ------------------------------------------------------------------ | ---------------------------------------------------------------- | --------------------------------------------------- |
| México 1968      | Chac Mool*         | Trono en forma de jaguar rojo                                      |                                                                  | 24 de diciembre de 1953 (71 años)                   |
| Múnich 1972      | Waldi              | Perro teckel                                                       | Otl Aicher                                                       | 14 de mayo de 1946 (79 años)                        |
| Montreal 1976    | Amik               | Castor                                                             | Yvon Laroche, Pierre-Yves Pelletier, Guy St-Arnaud y George Huel | 1 de julio de 1932 - 4 de febrero de 2019 (86 años) |
| Moscú 1980       | Misha              | Oso pardo                                                          | Victor Chizhikov                                                 | 17 de febrero de 1965 (60 años)                     |
| Los Ángeles 1984 | Sam                | Águila calva                                                       | Robert Moore                                                     | 1 de enero de 1970 (55 años)                        |
| Nueva York 1984  | Dan D. Lion        | León (para los Paralímpicos)                                       | Maryanne McGrath Higgins                                         | 1 de enero de 1964 (61 años)                        |
| Seúl 1988        | Hodori             | Tigre                                                              | Kim Hyun                                                         | 17 de septiembre de 1980 (44 años)                  |
| Seúl 1988        | Hosuni             | Tigre                                                              | Kim Hyun                                                         | 12 de noviembre de 1981 (43 años)                   |
| Seúl 1988        | Komduri            | Oso tibetano (para los Paralímpicos)                               | Kim Hyun                                                         | 16 de abril de 1977 (48 años)                       |
| Barcelona 1992   | Cobi               | Perro pastor catalán                                               | Javier Mariscal                                                  | 14 de septiembre de 1983 (41 años)                  |
| Barcelona 1992   | Petra              | una niña estilizada sin brazos (para los Paralímpicos)             | Javier Mariscal                                                  | 4 de octubre de 1984 (40 años)                      |
| Atlanta 1996     | Izzy               | Criatura ficticia                                                  | John Ryan                                                        | 4 de julio de 1982 (43 años)                        |
| Atlanta 1996     | Blaze              | fénix (para los Paralímpicos)                                      | John Ryan                                                        | 17 de abril de 1981 (44 años)                       |
| Sídney 2000      | Olly               | Cucaburra                                                          | Matthew Hatton                                                   | 19 de julio de 1992 (33 años)                       |
| Sídney 2000      | Syd                | Ornitorrinco                                                       | Matthew Hatton                                                   | 12 de febrero de 1993 (32 años)                     |
| Sídney 2000      | Millie             | Equidna                                                            | Matthew Hatton                                                   | 20 de marzo de 1994 (31 años)                       |
| Sídney 2000      | Lizzie             | lagarto (para los Paralímpicos)                                    | Matthew Hatton                                                   | 20 de octubre de 1995 (29 años)                     |
| Atenas 2004      | Atenea             | Muñeco                                                             | Spyros Gogos                                                     | 21 de junio de 1996 (29 años)                       |
| Atenas 2004      | Febo               | Muñeco                                                             | Spyros Gogos                                                     | 19 de marzo de 1995 (30 años)                       |
| Atenas 2004      | Proteas            | caballito de mar (para los Paralímpicos)                           | Spyros Gogos                                                     | 12 de enero de 1997 (28 años)                       |
| Pekín 2008       | Beibei             | Pez                                                                | Han Meilin                                                       | 19 de octubre de 1999 (25 años)                     |
| Pekín 2008       | Jingjing           | Oso panda                                                          | Han Meilin                                                       | 14 de abril de 2000 (25 años)                       |
| Pekín 2008       | Huanhuan           | Llama olímpica                                                     | Han Meilin                                                       | 20 de mayo de 1998 (27 años)                        |
| Pekín 2008       | Yingying           | Antílope                                                           | Han Meilin                                                       | 11 de septiembre de 2001 (23 años)                  |
| Pekín 2008       | Nini               | Golondrina                                                         | Han Meilin                                                       | 30 de diciembre de 2002 (22 años)                   |
| Pekín 2008       | Fu Niu Lele        | Vaca (para los Paralímpicos)                                       | Wu Guanying                                                      | 16 de julio de 2003 (22 años)                       |
| Londres 2012     | Wenlock            | Gota de acero                                                      | Iris                                                             | 14 de febrero de 1988 (37 años)                     |
| Londres 2012     | Mandeville         | Gota de acero (para los Paralímpicos)                              | Iris                                                             | 6 de abril de 1989 (36 años)                        |
| Río 2016         | Vinicius           | híbrido animal                                                     | Luciana Eguti y Paulo Muppet (Birdo Produções)                   | 17 de mayo de 2001 (24 años)                        |
| Río 2016         | Tom                | híbrido planta (para los Paralímpicos)                             | Luciana Eguti y Paulo Muppet (Birdo Produções)                   | 16 de febrero de 2006 (19 años)                     |
| Tokio 2020       | Miraitowa          | Superhéroe futurista                                               | Ryo Taniguchi                                                    | 17 de mayo de 2006 (19 años)                        |
| Tokio 2020       | Someity            | Superhéroe futurista (para los Paralímpicos)                       | Ryo Taniguchi                                                    | 24 de octubre de 2007 (17 años)                     |
| París 2024       | Phryge Olímpica    | Gorro frigio                                                       | Joachim Romcin y Gilles Deleris                                  | 6 de julio de 2009 (16 años)                        |
| París 2024       | Phryge Paralímpica | Gorro frigio con una prótesis en su pierna (para los Paralímpicos) | Joachim Romcin y Gilles Deleris                                  | 18 de noviembre de 2005 (19 años)                   |

- (*) - Mascota no oficial

### Juegos Olímpicos de Invierno
| Evento                        | Nombre          | Figura                                                                        | Creador(es)                                             | Fecha de Nacimiento (Edad)                               |
| ----------------------------- | --------------- | ----------------------------------------------------------------------------- | ------------------------------------------------------- | -------------------------------------------------------- |
| Grenoble 1968                 | Schuss*         | Esquiador                                                                     |                                                         | 2 de enero de 1910 - 11 de septiembre de 2001 (91 años)  |
| Innsbruck 1976                | Schneemann      | Muñeco de nieve                                                               | Walter Pötsch                                           | 15 de diciembre de 1929 - 2 de febrero de 2013 (83 años) |
| Lake Placid 1980              | Roni            | Mapache                                                                       | Donald Moss                                             | 11 de enero de 1955 (70 años)                            |
| Sarajevo 1984                 | Vučko           | Lobo                                                                          | Joze Trobec                                             | 6 de octubre de 1978 (46 años)                           |
| Calgary 1988                  | Hidy            | Osos polares                                                                  | Sheila Scott                                            | 1 de julio de 1980 (45 años)                             |
| Calgary 1988                  | Howdy           | Osos polares                                                                  | Sheila Scott                                            | 1 de abril de 1979 (46 años)                             |
| Albertville 1992              | Magique         | Hombre estrella                                                               | Philippe Mairesse                                       | 31 de diciembre de 1981 (43 años)                        |
| Albertville 1992              | Alpy            | montaña (para los Paralímpicos)                                               | Vincent Thiebaut                                        | 17 de noviembre de 1982 (42 años)                        |
| Lillehammer 1994              | Haåkon          | Muñeco                                                                        | Kari y Werner Grossman                                  | 22 de febrero de 1984 (41 años)                          |
| Lillehammer 1994              | Kristin         | Muñeco                                                                        | Kari y Werner Grossman                                  | 15 de abril de 1985 (40 años)                            |
| Lillehammer 1994              | Sondre          | Trol (para los Paralímpicos)                                                  | Kari y Werner Grossman                                  | 4 de julio de 1986 (39 años)                             |
| Nagano 1998                   | Sukki           | Búho                                                                          | Landor Associates                                       | 22 de julio de 1985 (40 años)                            |
| Nagano 1998                   | Nokki           | Búho                                                                          | Landor Associates                                       | 5 de febrero de 1991 (34 años)                           |
| Nagano 1998                   | Lekki           | Búho                                                                          | Landor Associates                                       | 25 de octubre de 1990 (34 años)                          |
| Nagano 1998                   | Tsukki          | Búho                                                                          | Landor Associates                                       | 16 de marzo de 1992 (33 años)                            |
| Nagano 1998                   | Parabbit        | Liebre (para los Paralímpicos)                                                |                                                         | 29 de julio de 1993 (32 años)                            |
| Salt Lake City 2002           | Powder          | Conejo de la nieve                                                            | Steve Small, Landor Associates y Publicis               | 7 de febrero de 1998 (27 años)                           |
| Salt Lake City 2002           | Copper          | Coyote                                                                        | Steve Small, Landor Associates y Publicis               | 15 de junio de 1997 (28 años)                            |
| Salt Lake City 2002           | Coal            | Oso pardo                                                                     | Steve Small, Landor Associates y Publicis               | 14 de abril de 1996 (29 años)                            |
| Salt Lake City 2002           | Otto            | nutria (para los Paralímpicos)                                                | Steve Small, Landor Associates y Publicis               | 20 de septiembre de 1999 (25 años)                       |
| Turín 2006                    | Neve            | Bola de nieve                                                                 | Pedro Albuquerque                                       | 28 de octubre de 1987 (37 años)                          |
| Turín 2006                    | Gliz            | Cubo de hielo                                                                 | Pedro Albuquerque                                       | 25 de diciembre de 1986 (38 años)                        |
| Turín 2006                    | Aster           | Copo de nieve (para los Paralímpicos)                                         | Pedro Albuquerque                                       | 17 de noviembre de 1988 (36 años)                        |
| Vancouver 2010                | Miga            | «Oso marino» (mezcla de orca y oso Kermode)                                   | Vicki Wong y Michael Murphy (Meomi Design)              | 31 de diciembre de 2001 (23 años)                        |
| Vancouver 2010                | Quatchi         | Pie grande                                                                    | Vicki Wong y Michael Murphy (Meomi Design)              | 20 de febrero de 1993 (32 años)                          |
| Vancouver 2010                | Sumi            | «Espíritu animal» (mezcla de thunderbird y oso negro) (para los Paralímpicos) | Vicki Wong y Michael Murphy (Meomi Design)              | 23 de enero de 1997 (28 años)                            |
| Vancouver 2010                | Mukmuk          | Marmota vancouverensis                                                        | Vicki Wong y Michael Murphy (Meomi Design)              | 19 de abril de 2005 (20 años)                            |
| Sochi 2014                    | Bely Mishka     | Oso polar                                                                     | Vadim Pak                                               | 7 de enero de 1995 (30 años)                             |
| Sochi 2014                    | Leopard         | Leopardo                                                                      | Oleg Serdechniy                                         | 21 de febrero de 1996 (29 años)                          |
| Sochi 2014                    | Zaika           | Liebre                                                                        | Silviya Petrova                                         | 25 de diciembre de 1997 (27 años)                        |
| Sochi 2014                    | Luchik          | Rayo de luz (para los Paralímpicos)                                           | Natalia Balashova                                       | 11 de enero de 1998 (27 años)                            |
| Sochi 2014                    | Snezhinka       | Copo de nieve (para los Paralímpicos)                                         | Anna Zhilinsky                                          | 18 de mayo de 1999 (26 años)                             |
| Pieonchang 2018               | Soohorang       | Tigre siberiano                                                               | MASS C&G                                                | 1 de noviembre de 2000 (24 años)                         |
| Pieonchang 2018               | Bandabi         | Oso tibetano (para los Paralímpicos)                                          | MASS C&G                                                | 10 de enero de 1996 (29 años)                            |
| Pekín 2022                    | Bing Dwen Dwen  | Oso panda                                                                     | Cao Xue                                                 | 21 de enero de 2008 (17 años)                            |
| Pekín 2022                    | Shuey Rhon Rhon | Linterna (para los Paralímpicos)                                              | Jiang Yufan                                             | 17 de junio de 2009 (16 años)                            |
| Milán- Cortina D'Ampezzo 2026 | Tina            | Armiño                                                                        | Alumnas del Istituto Comprensivo de Taverna en Calabria | 10 de febrero de 2006 (19 años)                          |
| Milán- Cortina D'Ampezzo 2026 | Milo            | Armiño                                                                        | Alumnas del Istituto Comprensivo de Taverna en Calabria | 10 de febrero de 2006 (19 años)                          |

- (*) - Mascota no oficial

### Juegos Olímpicos de la Juventud de Verano
| Evento            | Nombre      | Figura       | Creador(es)         | Fecha de Nacimiento (Edad)        |
| ----------------- | ----------- | ------------ | ------------------- | --------------------------------- |
| Singapur 2010     | Lyo         | León         | Cubix International | 20 de agosto de 1999 (25 años)    |
| Singapur 2010     | Merly       | Merlion      | Cubix International | 31 de diciembre de 2000 (24 años) |
| Nankín 2014       | Nanjinglele | Canto rodado |                     | 29 de noviembre de 2012 (12 años) |
| Buenos Aires 2018 | Pandi       | Yaguareté    | Human Full Agency   | 12 de mayo de 2002 (23 años)      |

### Juegos Olímpicos de la Juventud de Invierno
| Evento           | Nombre   | Figura                         | Creador(es)                             | Fecha de Nacimiento (Edad)         |
| ---------------- | -------- | ------------------------------ | --------------------------------------- | ---------------------------------- |
| Innsbruck 2012   | Yoggl    | cabra                          | Florencia Demaría y Luis Andrés Abbiati | 31 de octubre de 1990 (34 años)    |
| Lillehammer 2016 | Sjogg    | lince                          | Line Ansethmoen                         | 1 de enero de 2008 (17 años)       |
| Lausana 2020     | Yodli    | Quimera de vaca, perro y cabra | ERACOM                                  | 14 de mayo de 2009 (16 años)       |
| Gangwon 2024     | Moongcho | bola de nieve                  | Park Suyeon                             | 14 de septiembre de 2010 (14 años) |

### Copa Mundial de Fútbol
| Evento              | Nombre    | Figura                             | Creador(es)                                     | Fecha de Nacimiento (Edad)        |
| ------------------- | --------- | ---------------------------------- | ----------------------------------------------- | --------------------------------- |
| Inglaterra 1966     | Willie    | León                               | Reg Hoye                                        | 11 de enero de 1931 (94 años)     |
| México 1970         | Juanito   | Niño con sombrero ranchero         |                                                 | 5 de mayo de 1959 (66 años)       |
| R.F.A. 1974         | Tip       | Dos niños futbolistas              | Horst Schäfer                                   | 24 de agosto de 1965 (59 años)    |
| R.F.A. 1974         | Tap       | Dos niños futbolistas              | Horst Schäfer                                   | 23 de agosto de 1965 (59 años)    |
| Argentina 1978      | Gauchito  | Niño gaucho                        | Hugo Casaglia                                   | 24 de diciembre de 1968 (56 años) |
| España 1982         | Naranjito | Naranja                            | María Dolores Salto y José María Martín Pacheco | 19 de agosto de 1970 (54 años)    |
| México 1986         | Pique     | Chile jalapeño                     |                                                 | 14 de mayo de 1943 (82 años)      |
| Italia 1990         | Ciao      | Futbolista representado con barras | Lucio Boscardin                                 | 1 de enero de 1979 (46 años)      |
| Estados Unidos 1994 | Striker   | Perro                              | Estudios Animación de Warner Brothers           | 12 de marzo de 1984 (41 años)     |
| Francia 1998        | Footix    | Gallo                              | Fabrice Pialot                                  | 14 de julio de 1989 (36 años)     |
| - Corea/Japón 2002  | Ato       | Figuras abstractas futuristas      |                                                 | 1 de agosto de 1987 (38 años)     |
| - Corea/Japón 2002  | Kaz       | Figuras abstractas futuristas      | 13 de diciembre de 1992 (32 años)               |                                   |
| - Corea/Japón 2002  | Nik       | Figuras abstractas futuristas      | 22 de mayo de 1991 (34 años)                    |                                   |
| Alemania 2006       | Goleo VI  | León                               |                                                 | 3 de octubre de 1985 (39 años)    |
| Sudáfrica 2010      | Zakumi    | Leopardo africano                  | Andries Odendaal                                | 16 de junio de 1994 (31 años)     |
| Brasil 2014         | Fuleco    | Armadillo brasileño de tres bandas | 100% Design                                     | 1 de enero de 2000 (25 años)      |
| Rusia 2018          | Zabivaka  | Lobo ruso                          | Ekaterina Bocharova                             | 1 de mayo de 2002 (23 años)       |
| Catar 2022          | La'eeb    | Kufiyya                            | Fractal Picture                                 | 8 de marzo de 2005 (20 años)      |

### Copa Mundial de Fútbol Sub-20
| Evento              | Nombre      | Figura      | Creador(es) | Fecha de Nacimiento (Edad)        |
| ------------------- | ----------- | ----------- | ----------- | --------------------------------- |
| Chile 1987          | PonchoGol   | Cóndor      |             | 1 de mayo de 1967 (58 años)       |
| Arabia Saudita 1989 | Niño        | Muñeco      |             | 26 de febrero de 1981 (44 años)   |
| Australia 1993      | Canguro     | Canguro     |             | 21 de marzo de 1982 (43 años)     |
| Australia 1993      | Koala       | Koala       |             | 1 de abril de 1983 (42 años)      |
| Catar 1995          | Águila Real | Águila real |             | 9 de diciembre de 1976 (48 años)  |
| Malasia 1997        | Tuah        | Tigre       |             | 27 de febrero de 1987 (38 años)   |
| Nigeria 1999        | Pego        | Águila      |             | 25 de diciembre de 1990 (34 años) |
| Argentina 2001      | Ñandy       | Rhea        |             | 17 de julio de 1992 (33 años)     |
| Colombia 2011       | Bambuco     | Guacamaya   |             | 30 de mayo de 1996 (29 años)      |
| Turquía 2013        | Kanki       | Perro       |             | 19 de junio de 2002 (23 años)     |
| Nueva Zelanda 2015  | Wooliam     | Oveja negra |             | 4 de marzo de 2001 (24 años)      |
| Corea del Sur 2017  | Chaormi     | Weretiger   |             | 3 de junio de 2004 (21 años)      |
| Polonia 2019        | Grzywek     | Bisonte     |             | 16 de enero de 2005 (20 años)     |
| Chile 2025          | Vito        | Vizcacha    |             | 24 de mayo de 2013 (12 años)      |

### Copa Mundial de Fútbol Sub-17
| Evento                      | Nombre                                                      | Figura           | Creador(es) | Fecha de Nacimiento (Edad)        |
| --------------------------- | ----------------------------------------------------------- | ---------------- | ----------- | --------------------------------- |
| China 1985                  | Panda                                                       | panda gigante    |             | 1 de enero de 1978 (47 años)      |
| Canadá 1987                 | Beaver                                                      | castor           |             | 1 de enero de 1980 (45 años)      |
| Ecuador 1995                | Precolombino                                                | estatua          |             | 13 de junio de 1975 (50 años)     |
| Ecuador 1995                | Galapito                                                    | tortuga          |             | 5 de marzo de 1985 (40 años)      |
| Egipto 1997                 | Tut                                                         | momia            |             | 22 de noviembre de 1986 (38 años) |
| Nueva Zelanda 1999          | Art                                                         | kiwi             |             | 13 de abril de 1988 (37 años)     |
| Trinidad y Tobago 2001      | Beats                                                       | colibrí          |             | 1 de noviembre de 1991 (33 años)  |
| Perú 2005                   | Vicky                                                       | vicuña           |             | 28 de julio de 1996 (29 años)     |
| Emiratos Árabes Unidos 2013 | Shaqran Archivado el 6 de julio de 2013 en Wayback Machine. | águila real      |             | 1 de enero de 2001 (24 años)      |
| Chile 2015                  | Brochico                                                    | muñeco           |             | 12 de abril de 2002 (23 años)     |
| India 2017                  | Kheleo                                                      | Pantera Nebulosa |             | 14 de agosto de 2005 (19 años)    |
| Indonesia 2023              | Bacuya                                                      | Rinoceronte      |             |                                   |

### Copa Mundial Femenina de Fútbol
| Evento                         | Nombre     | Figura           | Creador(es) | Fecha de Nacimiento (Edad)        |
| ------------------------------ | ---------- | ---------------- | ----------- | --------------------------------- |
| China 1991                     | Lingling   | verderón         |             | 15 de abril de 1968 (57 años)     |
| Suecia 1995                    | Fiffi      | vikingo          |             | 1 de enero de 1973 (52 años)      |
| Estados Unidos 1999-2003       | Nutmeg     | Vulpini          |             | 30 de noviembre de 1989 (35 años) |
| China 2007                     | Hua Mulan  | Hua Mulan        |             | 19 de diciembre de 2000 (24 años) |
| Alemania 2011                  | Karla Kick | Gata             |             | 18 de junio de 1995 (30 años)     |
| Canadá 2015                    | Shuéme     | búho nival       |             | 21 de abril de 1999 (26 años)     |
| Francia 2019                   | Ettie      | Gallina          |             | 23 de febrero de 2009 (16 años)   |
| - Australia/Nueva Zelanda 2023 | Tazuni     | Pingüino pequeño |             | 8 de febrero de 2006 (19 años)    |

### Copa Mundial Femenina de Fútbol Sub-20
| Evento                  | Nombre | Figura           | Creador(es) | Fecha de Nacimiento (Edad)         |
| ----------------------- | ------ | ---------------- | ----------- | ---------------------------------- |
| Papúa Nueva Guinea 2016 | Susa   | Aves del paraíso |             | 16 de septiembre de 2002 (22 años) |
| Colombia 2024           | Kinti  | Colibrí          |             | ?                                  |

### Copa Mundial Femenina de Fútbol Sub-17
| Evento                    | Nombre      | Figura           | Creador(es) | Fecha de Nacimiento (Edad)         |
| ------------------------- | ----------- | ---------------- | ----------- | ---------------------------------- |
| Trinidad y Tobago 2010    | Trinity     | marioneta        |             | 31 de agosto de 1987 (37 años)     |
| Azerbaiyán 2012           | Top Top Qız | muñeca           |             | 18 de octubre de 1997 (27 años)    |
| Costa Rica 2014           | Júna        | Mariposa Morpho  |             | 15 de septiembre de 2006 (18 años) |
| Jordania 2016             | Aseela      | Órice            |             | 6 de julio de 2004 (21 años)       |
| Uruguay 2018              | Capi        | Capibara         |             | 15 de agosto de 2005 (19 años)     |
| India 2022                | Ibha        | León asiático    |             | 30 de septiembre de 2011 (13 años) |
| República Dominicana 2024 | Taní        | flor de Bayahíbe |             | ?                                  |

### Copa Mundial de Fútbol Playa
| Evento          | Nombre    | Figura          | Creador(es) | Fecha de Nacimiento (Edad) |
| --------------- | --------- | --------------- | ----------- | -------------------------- |
| Rusia 2021      | Zharishka | Pájaro de fuego |             |                            |
| Seychelles 2025 | Tikay     | Tortuga marina  |             |                            |

### Copa América
| Evento              | Nombre    | Figura                            | Creador(es)             | Fecha de Nacimiento (Edad)        |
| ------------------- | --------- | --------------------------------- | ----------------------- | --------------------------------- |
| Argentina 1987      | Gardelito | Versión Infantil de Carlos Gardel |                         | 27 de noviembre de 1970 (54 años) |
| Brasil 1989         | Tico      | Sabiá                             |                         | 12 de febrero de 1982 (43 años)   |
| Chile 1991          | Guaso     | Huaso                             |                         | 3 de enero de 1979 (46 años)      |
| Ecuador 1993        | Choclito  | Choclo o Maíz                     |                         | 18 de mayo de 1984 (41 años)      |
| Uruguay 1995        | Torito    | Toro                              |                         | 1 de enero de 1985 (40 años)      |
| Bolivia 1997        | Tatú      | Armadillo                         |                         | 14 de agosto de 1986 (38 años)    |
| Paraguay 1999       | Taguá     | Pecarí Chaqueño                   |                         | 12 de junio de 1991 (34 años)     |
| Colombia 2001       | Amériko   | Extraterrestre                    |                         | 6 de julio de 1993 (32 años)      |
| Perú 2004           | Chasqui   | Chasqui jugando fútbol            | Roger Escobar del Solar | 8 de mayo de 1981 (44 años)       |
| Venezuela 2007      | Guaky     | Guacamaya bandera                 | Fractal Studio          | 11 de febrero de 1995 (30 años)   |
| Argentina 2011      | Tangolero | Ñandú                             |                         | 1 de enero de 1996 (29 años)      |
| Chile 2015          | Zincha    | Zorro culpeo                      |                         | 11 de junio de 2000 (25 años)     |
| Brasil 2019         | Zizito    | Capibara                          |                         | 5 de abril de 2003 (22 años)      |
| Brasil 2021         | Pibe      | Perro                             |                         | 12 de enero de 2006 (19 años)     |
| Estados Unidos 2024 | Capitán   | Águila                            |                         | 16 de mayo de 2006 (19 años)      |

### Eurocopa
| Evento                      | Nombre       | Figura          | Creador(es)                       | Fecha de Nacimiento (Edad)         |
| --------------------------- | ------------ | --------------- | --------------------------------- | ---------------------------------- |
| Italia 1980                 | Pinocchio    | Pinocchio       |                                   | 2 de junio de 1971 (54 años)       |
| Francia 1984                | Peno         | Gallo           |                                   | 14 de febrero de 1977 (48 años)    |
| R.F.A. 1988                 | Berni        | Conejo gris     |                                   | 24 de diciembre de 1980 (44 años)  |
| Suecia 1992                 | Rabbit       | conejo marrón   |                                   | 17 de mayo de 1982 (43 años)       |
| Inglaterra 1996             | Goaliath     | León            |                                   | 19 de septiembre de 1978 (46 años) |
| - Países Bajos/Bélgica 2000 | Benelucky    | Quimera         |                                   | 30 de marzo de 1990 (35 años)      |
| Portugal 2004               | Kinas        | muñeco de trapo |                                   | 5 de octubre de 1999 (25 años)     |
| - Austria/Suiza 2008        | Trix         | muñeco          | Rainbow Productions y Warner Bros | 18 de noviembre de 1997 (27 años)  |
| - Austria/Suiza 2008        | Flix         | muñeco          | Rainbow Productions y Warner Bros | 20 de julio de 1998 (27 años)      |
| - Polonia/Ucrania 2012      | Slavek       | muñeco          | Rainbow Productions y Warner Bros | 11 de noviembre de 1989 (35 años)  |
| - Polonia/Ucrania 2012      | Slavko       | muñeco          | Rainbow Productions y Warner Bros | 24 de agosto de 1991 (33 años)     |
| Francia 2016                | Super Victor | superhéroe      |                                   | 14 de febrero de 2003 (22 años)    |
| Europa 2020                 | Skillzy      | muñeco          |                                   | 21 de enero de 2004 (21 años)      |
| Alemania 2024               | Albärt       | oso de peluche  |                                   | 20 de abril de 2012 (13 años)      |

### Copa Asiática
| Evento                      | Nombre  | Figura      | Creador(es)                | Fecha de Nacimiento (Edad)        |
| --------------------------- | ------- | ----------- | -------------------------- | --------------------------------- |
| Líbano 2000                 | Nour    | gorrión     |                            | 22 de noviembre de 1990 (34 años) |
| China 2004                  | Beibei  | mono        |                            | 1 de enero de 1994 (31 años)      |
| Catar 2011                  | Zkriti  | Dipodinae   | Ahmed bin Majed AlMaadheed | 14 de enero de 1989 (36 años)     |
| Catar 2011                  | Tranaa  | Dipodinae   | Ahmed bin Majed AlMaadheed | 31 de diciembre de 1993 (31 años) |
| Catar 2011                  | Freha   | Dipodinae   | Ahmed bin Majed AlMaadheed | 20 de julio de 1997 (28 años)     |
| Catar 2011                  | Saboog  | Dipodinae   | Ahmed bin Majed AlMaadheed | 9 de octubre de 2001 (23 años)    |
| Catar 2011                  | Tmbki   | Dipodinae   | Ahmed bin Majed AlMaadheed | 4 de mayo de 2005 (20 años)       |
| Australia 2015              | Nutmeg  | vombátidos  |                            | 28 de febrero de 1999 (26 años)   |
| Emiratos Árabes Unidos 2019 | Mansour | Muñeco      |                            | 20 de julio de 2010 (15 años)     |
| Emiratos Árabes Unidos 2019 | Jarrah  | Águila real |                            | 5 de agosto de 1992 (33 años)     |

### Juegos Asiáticos
| Evento            | Nombre      | Figura                | Creador(es)                       | Fecha de Nacimiento (Edad)                          |
| ----------------- | ----------- | --------------------- | --------------------------------- | --------------------------------------------------- |
| Nueva Delhi 1982  | Appu        | elefante              |                                   | 14 de agosto de 1950 - 1 de enero de 2000 (49 años) |
| Seúl 1986         | Hodori      | Tigre siberiano       |                                   | 27 de junio de 1961 (64 años)                       |
| Pekín 1990        | PanPan      | Oso panda             |                                   | 11 de agosto de 1977 (47 años)                      |
| Hiroshima 1994    | Poppo       | palomitas             |                                   | 18 de mayo de 1981 (44 años)                        |
| Hiroshima 1994    | Cuccu       | palomitas             |                                   | 21 de julio de 1982 (43 años)                       |
| Bangkok 1998      | Chai-Yo     | elefante              |                                   | 18 de octubre de 1980 (44 años)                     |
| Busan 2002        | Duria       | gaviota               |                                   | 22 de septiembre de 1989 (35 años)                  |
| Doha 2006         | Orry        | Oryx leucoryx         |                                   | 30 de septiembre de 1993 (31 años)                  |
| Guangzhou 2010    | Le Yangyang | capras                |                                   | 23 de octubre de 1997 (27 años)                     |
| Guangzhou 2010    | A Xiang     | capras                | 14 de febrero de 2004 (21 años)   |                                                     |
| Guangzhou 2010    | A He        | capras                | 20 de junio de 2005 (20 años)     |                                                     |
| Guangzhou 2010    | A Ru        | capras                | 13 de abril de 2006 (19 años)     |                                                     |
| Guangzhou 2010    | A Yi        | capras                | 24 de diciembre de 2007 (17 años) |                                                     |
| Incheon 2014      | Barame      | pinnípedos            |                                   | 9 de julio de 1991 (34 años)                        |
| Incheon 2014      | Chumuro     | pinnípedos            | 29 de abril de 2001 (24 años)     |                                                     |
| Incheon 2014      | Vichuon     | pinnípedos            | 1 de enero de 1981 (44 años)      |                                                     |
| Yakarta 2018      | Bhinbhin    | Ave del paraíso mayor |                                   | 21 de abril de 2005 (20 años)                       |
| Yakarta 2018      | Kaka        | Rinoceronte de Java   | 6 de enero de 1985 (40 años)      |                                                     |
| Yakarta 2018      | Atung       | axis de Bawean        | 18 de mayo de 1995 (30 años)      |                                                     |
| Hangzhou 2022     | Congcong    | Robot                 |                                   | 1 de octubre de 2009 (15 años)                      |
| Hangzhou 2022     | Lianlian    | Robot                 |                                   | 1 de octubre de 2009 (15 años)                      |
| Hangzhou 2022     | Chenchen    | Robot                 |                                   | 1 de octubre de 2009 (15 años)                      |
| Aichi-Nagoya 2026 | Honohon     | Shachihoko            |                                   | 18 de julio de 2004 (21 años)                       |

### Juegos Asiáticos de Invierno
| Evento               | Nombre   | Figura                  | Creador(es)                        | Fecha de Nacimiento (Edad)         |
| -------------------- | -------- | ----------------------- | ---------------------------------- | ---------------------------------- |
| Sapporo 1986-1990    | Squirrel | Sciuridae               |                                    | 12 de diciembre de 1979 (45 años)  |
| Harbin 1996          | Doudou   | guisante                |                                    | 6 de abril de 1983 (42 años)       |
| Gangwon 1999         | Gomdori  | oso                     |                                    | 24 de marzo de 1987 (38 años)      |
| Aomori 2003          | Winta    | Picidae                 |                                    | 17 de septiembre de 1991 (33 años) |
| Changchun 2007       | Lulu     | ciervo sica             |                                    | 17 de diciembre de 1999 (25 años)  |
| Astaná y Almatý 2011 | Irby     | Leopardo                |                                    | 16 de diciembre de 1995 (29 años)  |
| Sapporo 2017         | Ezomon   | Sciuridae               |                                    | 3 de agosto de 2003 (22 años)      |
| Harbin 2025          | Binbin   | Panthera tigris altaica |                                    | 11 de agosto de 2005 (19 años)     |
| Harbin 2025          | Nini     | Panthera tigris altaica | 13 de septiembre de 2006 (18 años) |                                    |

### Juegos Asiáticos de Playa
| Evento       | Nombre     | Figura                | Creador(es)                       | Fecha de Nacimiento (Edad)        |
| ------------ | ---------- | --------------------- | --------------------------------- | --------------------------------- |
| Bali 2008    | Jalak Bali | Leucopsar rothschildi |                                   | 30 de noviembre de 1991 (33 años) |
| Mascate 2010 | Al-Jebel   | Hemitragus            |                                   | 16 de julio de 1995 (30 años)     |
| Mascate 2010 | Al-Reeh    | Chlamydotis undulata  | 4 de septiembre de 1994 (30 años) |                                   |
| Mascate 2010 | Al-Med     | Chelonia mydas        | 14 de febrero de 1996 (29 años)   |                                   |
| Haiyang 2012 | Sha Sha    | Fenghuang             |                                   | 25 de enero de 1998 (27 años)     |
| Haiyang 2012 | Yang Yang  | Sol                   | 9 de junio de 1999 (26 años)      |                                   |
| Haiyang 2012 | Hai Hai    | Dragón chino          | 11 de abril de 1997 (28 años)     |                                   |
| Phuket 2014  | Sin        | Tortuga               |                                   | 11 de enero de 2004 (21 años)     |
| Phuket 2014  | Sakorn     | Tortuga               | 1 de febrero de 2005 (20 años)    |                                   |
| Phuket 2014  | Samut      | Tortuga               | 31 de marzo de 2006 (19 años)     |                                   |
| Da Nang 2016 | Chim Yen   | Hirundínido           |                                   | 17 de junio de 2001 (24 años)     |
| Sanya 2020   | Yaya       | Ciervo de Eld         |                                   | 28 de diciembre de 2009 (15 años) |

### Juegos Asiáticos Bajo Techo
| Evento       | Nombre  | Figura    | Creador(es)                        | Fecha de Nacimiento (Edad)        |
| ------------ | ------- | --------- | ---------------------------------- | --------------------------------- |
| Bangkok 2005 | Hey     | Elefante  |                                    | 12 de noviembre de 1997 (27 años) |
| Bangkok 2005 | Ha      | Elefante  | 11 de septiembre de 1998 (26 años) |                                   |
| Macao 2007   | Mei Mei | Fenghuang |                                    | 30 de mayo de 1993 (32 años)      |
| Hanói 2009   | Ga Ho   | Gallo     |                                    | 1 de diciembre de 1996 (28 años)  |

### Juegos Asiáticos de Artes Marciales
| Evento       | Nombre         | Figura | Creador(es) | Fecha de Nacimiento (Edad)       |
| ------------ | -------------- | ------ | ----------- | -------------------------------- |
| Bangkok 2009 | Hanuman Yindee | Mono   |             | 5 de diciembre de 1996 (28 años) |

### Juegos Asiáticos Bajo Techo y de Artes Marciales
| Evento       | Nombre                                                           | Figura                 | Creador(es) | Fecha de Nacimiento (Edad)    |
| ------------ | ---------------------------------------------------------------- | ---------------------- | ----------- | ----------------------------- |
| Asjabad 2017 | Wepaly Archivado el 29 de septiembre de 2021 en Wayback Machine. | Pastor de Asia Central |             | 21 de junio de 2007 (18 años) |

### Juegos Asiáticos de la Juventud
| Evento        | Nombre | Figura | Creador(es) | Fecha de Nacimiento (Edad)      |
| ------------- | --- | ------ | ----------- | ------------------------------- |
| Singapur 2009 | Frasia (enlace roto disponible en Internet Archive; véase el historial, la primera versión y la última).   | León   |             | 1 de enero de 1995 (30 años)    |
| Nankín 2013   | YuanYuan (enlace roto disponible en Internet Archive; véase el historial, la primera versión y la última). | Mono   |             | 14 de febrero de 1996 (29 años) |

### Juegos Asiáticos del Este
| Evento         | Nombre | Figura      | Creador(es)                   | Fecha de Nacimiento (Edad)        |
| -------------- | --- | ----------- | ----------------------------- | --------------------------------- |
| Shanghái 1993  | Dongdong (enlace roto disponible en Internet Archive; véase el historial, la primera versión y la última). | pollo       |                               | 11 de febrero de 1985 (40 años)   |
| Osaka 2001     | Naniwachi Archivado el 29 de marzo de 2022 en Wayback Machine.                                             | mapache     |                               | 18 de enero de 1992 (33 años)     |
| Macao 2005     | Pak Pak | ardilla     |                               | 20 de diciembre de 1999 (25 años) |
| Hong Kong 2009 | Dony Archivado el 7 de diciembre de 2009 en Wayback Machine.                                               | león blanco | David Leung y Mou Mo          | 30 de junio de 1987 (38 años)     |
| Hong Kong 2009 | Ami Archivado el 7 de diciembre de 2009 en Wayback Machine.                                                | león blanco | David Leung y Mou Mo          | 1 de julio de 1997 (28 años)      |
| Tianjin 2013   | Jinjin | ángel       |                               | 1 de febrero de 2004 (21 años)    |
| Tianjin 2013   | Dongdong                                                                                                   | ángel       | 13 de enero de 2005 (20 años) |                                   |

### Juegos del Sudeste Asiático
| Evento                          | Nombre        | Figura                      | Creador(es)                       | Fecha de Nacimiento (Edad)        |
| ------------------------------- | ------------- | --------------------------- | --------------------------------- | --------------------------------- |
| Bangkok 1985                    | Wichien-maat  | Gato siamés                 |                                   | 18 de mayo de 1975 (50 años)      |
| Kuala Lumpur 1989               | Johan         | Tortuga                     |                                   | 20 de febrero de 1974 (51 años)   |
| Manila 1991                     | Kiko Labuyo   | Gallo                       |                                   | 13 de enero de 1980 (45 años)     |
| Singapur 1993                   | Singa         | León                        |                                   | 20 de enero de 1984 (41 años)     |
| Chiang Mai 1995                 | Sawasdee      | Gato siamés                 |                                   | 27 de abril de 1985 (40 años)     |
| Yakarta 1997                    | Hanuman       | Hanuman                     |                                   | 30 de junio de 1987 (38 años)     |
| Bandar Seri Begawan 1999        | Awang Budiman | Muñeco                      |                                   | 27 de abril de 1988 (37 años)     |
| Kuala Lumpur 2001               | Si Tumas      | Ardilla                     |                                   | 18 de agosto de 1992 (32 años)    |
| Hanói y Ciudad Ho Chi Minh 2003 | Trau Vang     | Búfalo de agua              |                                   | 1 de enero de 1989 (36 años)      |
| Manila 2005                     | Gilas         | Águila monera               |                                   | 5 de febrero de 1990 (35 años)    |
| Nakhon Ratchasima 2007          | Can           | Korat                       |                                   | 17 de octubre de 1995 (29 años)   |
| Vientián 2009                   | Champa        | Elefante blanco             |                                   | 25 de agosto de 1997 (27 años)    |
| Vientián 2009                   | Champi        | Elefante blanco             | 15 de mayo de 1998 (27 años)      |                                   |
| Yakarta y Palembang 2011        | Modo          | Dragón de Komodo            |                                   | 1 de enero de 1994 (31 años)      |
| Yakarta y Palembang 2011        | Modi          | Dragón de Komodo            | 17 de marzo de 1994 (31 años)     |                                   |
| Naypyidaw 2013                  | Shwe Yoe      | Búho                        |                                   | 21 de mayo de 1999 (26 años)      |
| Naypyidaw 2013                  | Ma Moe        | Búho                        | 2 de marzo de 1999 (26 años)      |                                   |
| Singapur 2015                   | Nila          | León                        |                                   | 1 de septiembre de 2001 (23 años) |
| Kuala Lumpur 2017               | Rimau         | Tigre malayo                |                                   | 31 de octubre de 2003 (21 años)   |
| Filipinas 2019                  | Pami          | Molécula                    |                                   | 12 de noviembre de 2006 (18 años) |
| Hanói 2021                      | Sao La        | Saola                       |                                   | 1 de enero de 2005 (20 años)      |
| Phnom Penh 2023                 | Borey         | Liebre birmana              |                                   | 10 de noviembre de 2010 (14 años) |
| Phnom Penh 2023                 | Rumduol       | Liebre birmana              | 21 de julio de 2011 (14 años)     |                                   |
| Tailandia 2025                  | Put           | Personaje hecho por bloques |                                   | 21 de junio de 2003 (22 años)     |
| Tailandia 2025                  | Suk           | Personaje hecho por bloques | 14 de diciembre de 2002 (22 años) |                                   |
| Tailandia 2025                  | Arthit        | Personaje hecho por bloques | 25 de junio de 2012 (13 años)     |                                   |
| Tailandia 2025                  | Ankan         | Personaje hecho por bloques | 4 de septiembre de 2009 (15 años) |                                   |
| Tailandia 2025                  | Chan          | Personaje hecho por bloques | 6 de octubre de 1998 (26 años)    |                                   |

### Juegos Para Asiáticos
| Evento            | Nombre     | Figura         | Creador(es)                        | Fecha de Nacimiento (Edad)       |
| ----------------- | ---------- | -------------- | ---------------------------------- | -------------------------------- |
| Bangkok 1998      | Cat        | gato           |                                    | 9 de abril de 1986 (39 años)     |
| Busan 2002        | Gwidong-Ih | tortuga marina |                                    | 1 de enero de 1991 (34 años)     |
| Kuala Lumpur 2006 | Ujang      | Tragulidae     |                                    | 14 de junio de 1998 (27 años)    |
| Kuala Lumpur 2006 | Chemek     | Tragulidae     | 10 de septiembre de 1999 (25 años) |                                  |
| Guangzhou 2010    | Funfun     | kapok          |                                    | 1 de diciembre de 1996 (28 años) |
| Incheon 2014      | Jeonopi    | espátula menor |                                    | 15 de agosto de 1990 (34 años)   |
| Incheon 2014      | Dnopi      | espátula menor | 1 de septiembre de 2000 (24 años)  |                                  |
| Yakarta 2018      | Momo       | Milano brahmán |                                    | 20 de mayo de 2004 (21 años)     |
| Hangzhou 2022     | Feifei     | Pájaro divino  |                                    | 14 de junio de 2008 (17 años)    |
| Nagoya 2026       | Uzumin     | Shachihoko     |                                    | 5 de noviembre de 2010 (14 años) |

### Juegos Panamericanos
| Evento             | Nombre      | Figura          | Creador(es)                                          | Fecha de Nacimiento (Edad)                                 |
| ------------------ | ----------- | --------------- | ---------------------------------------------------- | ---------------------------------------------------------- |
| San Juan 1979      | Coquí       | Coquí           |                                                      | 17 de octubre de 1955 - 11 de septiembre de 2001 (46 años) |
| Caracas 1983       | Santiaguito | León            |                                                      | 30 de abril de 1960 (65 años)                              |
| Indianápolis 1987  | Amigo       | Loro            |                                                      | 16 de diciembre de 1971 (53 años)                          |
| Havana 1991        | Tocopan     | Tocororo        |                                                      | 22 de marzo de 1983 (42 años)                              |
| Mar del Plata 1995 | Lobi        | León marino     |                                                      | 26 de abril de 1981 (44 años)                              |
| Winnipeg 1999      | Pato        | Pato            |                                                      | 21 de enero de 1991 (34 años)                              |
| Winnipeg 1999      | Lorita      | Loro            | 11 de marzo de 1992 (33 años)                        |                                                            |
| Santo Domingo 2003 | Tito        | Manatí          |                                                      | 4 de mayo de 1989 (36 años)                                |
| Rio 2007           | Cauê        | Sol             | Dupla Design                                         | 11 de septiembre de 1999 (25 años)                         |
| Guadalajara 2011   | Huichi      | Cervidae        |                                                      | 5 de mayo de 1998 (27 años)                                |
| Guadalajara 2011   | Gavo        | Agave tequilana | 7 de enero de 1997 (28 años)                         |                                                            |
| Guadalajara 2011   | Leo         | León            | 12 de noviembre de 1996 (28 años)                    |                                                            |
| Toronto 2015       | Pachi       | puerco espín    | Jenny Lee, Fiona Hong, Michelle Ing y Paige Kunihiro | 14 de febrero de 2008 (17 años)                            |
| Lima 2019          | Milco       | Cuchimilco      | Andrea Norka Medrano Moy                             | 21 de marzo de 2003 (22 años)                              |
| Santiago 2023      | Fiu         | sietecolores    | Eduardo Cortés y Katherine Castillo                  | 13 de junio de 2011 (14 años)                              |

### Juegos Europeos
| Evento        | Nombre   | Figura         | Creador(es)     | Fecha de Nacimiento (Edad)        |
| ------------- | -------- | -------------- | --------------- | --------------------------------- |
| Bakú 2015     | Jeyran   | Gacela         |                 | 11 de diciembre de 1995 (29 años) |
| Bakú 2015     | Nar      | Granado        |                 | 1 de enero de 1996 (29 años)      |
| Minsk 2019    | Lesik    | Zorro          |                 | 31 de octubre de 2003 (21 años)   |
| Cracovia 2023 | Krakusek | Dragón europeo | Katarzyna Biśta | 12 de enero de 2006 (19 años)     |
| Cracovia 2023 | Sandra   | Salamandra     | Gloria Goryl    | 20 de marzo de 2010 (15 años)     |

### Juegos del Pacífico
| Evento              | Nombre | Figura             | Creador(es) | Fecha de Nacimiento (Edad)        |
| ------------------- | ------ | ------------------ | ----------- | --------------------------------- |
| Suva 2003           | Tau    | Lagartija          |             | 21 de julio de 1993 (32 años)     |
| Apia 2007           | Mana   | Paloma manumea     |             | 13 de diciembre de 1994 (30 años) |
| Nomea 2011          | Joemy  | Murciélagos roseto |             | 19 de abril de 1999 (26 años)     |
| Puerto Moresby 2015 | Tura   | Bucerotinae        |             | 12 de mayo de 2000 (25 años)      |
| Honiara 2023        | Solo   | Tortuga marina     | Brain Feni  | 1 de enero de 1998 (27 años)      |

### Mini Juegos del Pacífico
| Evento         | Nombre   | Figura              | Creador(es) | Fecha de Nacimiento (Edad)     |
| -------------- | -------- | ------------------- | ----------- | ------------------------------ |
| Rarotonga 2009 | Kuki     | Tilopo de Rarotonga |             | 26 de agosto de 1992 (32 años) |
| Mata-Utu 2013  | Faivatoa | Lagartija           |             | 18 de abril de 1996 (29 años)  |
| Port-Vila 2017 | Nasi     | Psittaciformes      |             | 30 de julio de 2001 (24 años)  |

### Juegos de la Mancomunidad
| Evento            | Nombre    | Figura                 | Creador(es) | Fecha de Nacimiento (Edad)        |
| ----------------- | --------- | ---------------------- | ----------- | --------------------------------- |
| Edmonton 1978     | Keyano    | Oso                    |             | 18 de enero de 1963 (62 años)     |
| Brisbane 1982     | Matilda   | Canguro                |             | 24 de mayo de 1976 (49 años)      |
| Edimburgo 1986    | Mac       | Terrier escocés        |             | 11 de enero de 1974 (51 años)     |
| Auckland 1990     | Goldie    | Apteryx                |             | 16 de marzo de 1975 (50 años)     |
| Victoria 1994     | Klee Wyck | Orca                   |             | 1 de enero de 1984 (41 años)      |
| Kuala Lumpur 1998 | Wira      | Mono                   |             | 25 de diciembre de 1982 (42 años) |
| Mánchester 2002   | Kit       | Quimera de gato y león |             | 18 de agosto de 1992 (32 años)    |
| Melbourne 2006    | Karak     | Cacatúa colirroja      |             | 31 de diciembre de 1995 (29 años) |
| Nueva Delhi 2010  | Shera     | Tigre                  |             | 3 de marzo de 1996 (29 años)      |
| Glasgow 2014      | Clyde     | Cardo                  |             | 8 de abril de 1994 (31 años)      |
| Gold Coast 2018   | Borobi    | Koala                  |             | 28 de agosto de 2001 (23 años)    |
| Birmingham 2022   | Perry     | Toro                   | Emma Lou    | 21 de noviembre de 2004 (20 años) |
| Glasgow 2026      | Finnie    | Unicornio              |             | 3 de febrero de 2003 (22 años)    |

### Universiadas de Verano
| Evento                 | Nombre        | Figura              | Creador(es)                        | Fecha de Nacimiento (Edad)         |
| ---------------------- | ------------- | ------------------- | ---------------------------------- | ---------------------------------- |
| Edmonton 1983          | Wugie         | búho                |                                    | 28 de febrero de 1972 (53 años)    |
| Kōbe 1985              | Unitan        | Gruidae             | Osamu Tezuka                       | 25 de diciembre de 1979 (45 años)  |
| Zagreb 1987            | Zagi          | ardilla             | Nedjeljko Dragic                   | 5 de enero de 1982 (43 años)       |
| Buffalo 1993           | Buffalo       | búfalo              |                                    | 16 de mayo de 1981 (44 años)       |
| Fukuoka 1995           | Kapapoo       | unicornio           |                                    | 12 de abril de 1985 (40 años)      |
| Sicilia 1997           | Archimede     | burro               | Ettore Massara y Rosaliella Stagno | 10 de junio de 1990 (35 años)      |
| Palma de Mallorca 1999 | Siulo         | Siurell             | Miguel Ángel Coll                  | 12 de octubre de 1992 (32 años)    |
| Pekín 2001             | Lala          | Alligator sinensis  |                                    | 12 de septiembre de 1989 (35 años) |
| Daegu 2003             | Dreami        | robot               |                                    | 6 de agosto de 1993 (32 años)      |
| Izmir 2005             | Efe           | Halcyon smyrnensis  | Abdurahman Tekin                   | 13 de marzo de 1991 (34 años)      |
| Bangkok 2007           | Mighty Maitri | Conejo              |                                    | 9 de marzo de 1998 (27 años)       |
| Belgrado 2009          | Srba          | Gorrión             |                                    | 1 de enero de 1996 (29 años)       |
| Shenzhen 2011          | UU            | Jarrón              |                                    | 14 de febrero de 2001 (24 años)    |
| Kazan 2013             | Uni           | leopardo            |                                    | 2 de enero de 2000 (25 años)       |
| Gwangju 2015           | Nuribi        | ángel               |                                    | 19 de febrero de 2002 (23 años)    |
| Taipéi 2017            | Bravo         | Oso negro de Taiwán |                                    | 18 de enero de 2003 (22 años)      |
| Nápoles 2019           | Partenope     | Sirena              | Melania Acanfora                   | 27 de mayo de 2004 (21 años)       |
| Chengdu 2021           | Rongbao       | Oso panda           |                                    | 28 de noviembre de 2009 (15 años)  |
| Ekaterimburgo 2023     | Yaggy         | Ciervos             |                                    | 7 de enero de 2007 (18 años)       |
| Ekaterimburgo 2023     | Heaty         | Malaquita           | 3 de julio de 2008 (17 años)       |                                    |
| Ekaterimburgo 2023     | Cedry         | Marta cibelina      | 13 de febrero de 2006 (19 años)    |                                    |
| Rhine-Ruhr 2025        | Wanda         | halcón              |                                    | 12 de agosto de 2002 (22 años)     |

### Universiadas de Invierno
| Evento             | Nombre           | Figura             | Creador(es)                                           | Fecha de Nacimiento (Edad)        |
| ------------------ | ---------------- | ------------------ | ----------------------------------------------------- | --------------------------------- |
| Jaca 1981          | Copico           | copo de nieve      | Julian Santamaria                                     | 8 de noviembre de 1969 (55 años)  |
| Belluno 1985       | Grif             | dragón o grifo     |                                                       | 2 de enero de 1976 (49 años)      |
| Štrbské Pleso 1987 | Owl              | búho               |                                                       | 17 de marzo de 1980 (45 años)     |
| Sofía 1989         | White Martenitsa | Martenitsa         |                                                       | 8 de marzo de 1983 (42 años)      |
| Sofía 1989         | Red Martenitsa   | Martenitsa         | 14 de enero de 1982 (43 años)                         |                                   |
| Sapporo 1991       | Sappy            | Cervus nippon      |                                                       | 25 de diciembre de 1987 (37 años) |
| Zakopane 1993      | Sablik           | marmota            |                                                       | 10 de abril de 1986 (39 años)     |
| Jaca 1995          | Maski            | Mastín del Pirineo | Chema Galan, Ana Bendicho Romero y Jesus Gómez Luesia | 17 de mayo de 1988 (37 años)      |
| Muju 1997          | Mudori           | ardilla            |                                                       | 9 de septiembre de 1990 (34 años) |
| Poprad-Tatry 1999  | Marmota          | marmota            |                                                       | 2 de agosto de 1983 (42 años)     |
| Zakopane 2001      | Zapurek          | Capra              | Abdurahman Tekin                                      | 2 de julio de 1985 (40 años)      |
| Tarvisio 2003      | Debbie           | Vulpini            | Marco Moroso                                          | 19 de febrero de 1995 (30 años)   |
| Innsbruck 2005     | Unity            | muñeca             |                                                       | 1 de diciembre de 1984 (40 años)  |
| Turín 2007         | Crazy            | Dahu               |                                                       | 13 de febrero de 1994 (31 años)   |
| Harbin 2009        | Dongdong         | copo de nieve      |                                                       | 12 de marzo de 1997 (28 años)     |
| Erzurum 2011       | Kanka            | Águila bicéfala    |                                                       | 29 de octubre de 1995 (29 años)   |
| Turín 2013         | Teagle           | Águila             |                                                       | 1 de enero de 1993 (32 años)      |
| Granada 2015       | Uggi             | Capra              |                                                       | 14 de noviembre de 2000 (24 años) |
| Almatý 2017        | Sulkar           | Águila esteparia   |                                                       | 11 de enero de 1999 (26 años)     |
| Krasnoyarsk 2019   | U Laika          | Husky              |                                                       | 21 de febrero de 2003 (22 años)   |
| Lucerna 2021       | Wuli             | Yeti de color rojo |                                                       | 9 de enero de 2008 (17 años)      |
| Lake Placid 2023   | Adirondack Mac   | Alce               | Kristina Ingerowski                                   | 1 de enero de 2004 (21 años)      |
| Turín 2025         | TO Tag           | Robot              |                                                       | 2 de marzo de 2011 (14 años)      |

## Exposición Internacional
| Evento             | Nombre           | Figura                       | Creador(es)                       | Fecha de Nacimiento (Edad)                               |
| ------------------ | ---------------- | ---------------------------- | --------------------------------- | -------------------------------------------------------- |
| Nueva Orleans 1984 | Seymore D. Fair  | pelícano                     |                                   | 14 de enero de 1971 (54 años)                            |
| Tsukuba 1985       | Cosmo Hoshimaru  | planeta                      |                                   | 5 de abril de 1977 (48 años)                             |
| Vancouver 1986     | Expo Ernie       | robot                        |                                   | 11 de septiembre de 1946 - 17 de marzo de 2002 (56 años) |
| Brisbane 1988      | Expo Oz          | ornitorrinco                 |                                   | 25 de diciembre de 1978 (46 años)                        |
| Plovdiv 1991       | Mony             | búho                         |                                   | 24 de mayo de 1981 (44 años)                             |
| Sevilla 1992       | Curro            | híbrido de elefante y paloma | Heinz Edelmann                    | 14 de febrero de 1982 (43 años)                          |
| Génova 1992        | Gatto Cristoforo | gato                         |                                   | 14 de febrero de 1982 (43 años)                          |
| Daejeon 1993       | Kumdori          | extraterrestre               |                                   | 8 de junio de 1984 (41 años)                             |
| Lisboa 1998        | Gil              | Pez                          |                                   | 30 de mayo de 1991 (34 años)                             |
| Hannover 2000      | Twipsy           | criatura imaginaria          | Javier Mariscal                   | 31 de octubre de 1992 (32 años)                          |
| Aichi 2005         | Kiccoro          | hoja                         |                                   | 25 de diciembre de 1963 (61 años)                        |
| Aichi 2005         | Morizo           | hoja                         | 2 de enero de 1983 (42 años)      |                                                          |
| Zaragoza 2008      | Fluvi            | gota de agua                 | Sergi López Jordana               | 19 de mayo de 1996 (29 años)                             |
| Zaragoza 2008      | Ica              | gota de agua                 | Sergi López Jordana               | 21 de abril de 1996 (29 años)                            |
| Shanghái 2010      | Haibao           | Escritura china 人           | Wu Yong-jian                      | 1 de enero de 1997 (28 años)                             |
| Yeosu 2012         | Yeony            | plancton                     |                                   | 10 de septiembre de 2001 (23 años)                       |
| Yeosu 2012         | Suny             | plancton                     | 15 de julio de 2002 (23 años)     |                                                          |
| Milán 2015         | Foody            | paquetes de comida           | The Walt Disney Company           | 6 de agosto de 1990 (35 años)                            |
| Astaná 2017        | Saule            | elfo de sol                  |                                   | 21 de mayo de 1999 (26 años)                             |
| Astaná 2017        | Kuat             | elfo de suelo                | 6 de marzo de 1991 (34 años)      |                                                          |
| Astaná 2017        | Moldir           | elfo de agua                 | 16 de abril de 1995 (30 años)     |                                                          |
| Dubái 2020         | Rashid           | Científico árabe             |                                   | 17 de mayo de 2010 (15 años)                             |
| Dubái 2020         | Latifa           | Científico árabe             | 21 de noviembre de 2011 (13 años) |                                                          |
| Dubái 2020         | Alif             | Robot azul                   | 26 de marzo de 2000 (25 años)     |                                                          |
| Dubái 2020         | Opti             | Robot naranja                | 15 de julio de 1970 (55 años)     |                                                          |
| Dubái 2020         | Terra            | Robot verde                  | 10 de mayo de 1987 (38 años)      |                                                          |
| Osaka 2025         | Myaku-Myaku      | Extraterrestre               |                                   | 15 de marzo de 2011 (14 años)                            |